# Capinota
Capinota är huvudstaden i den bolivianska provinsen Capinota i departementet Cochabamba.